# Ciąg Fareya
Ciąg ułamków Fareya rzędu {\displaystyle n} – rosnący ciąg {\displaystyle {\mathcal {F}}_{n}} wszystkich nieskracalnych ułamków {\displaystyle {\frac {h}{k}}} takich, że {\displaystyle 1\leqslant k\leqslant n\wedge 0\leqslant h\leqslant k}.

## Przykład
{\displaystyle {\mathcal {F}}_{5}=\left({\frac {0}{1}},{\frac {1}{5}},{\frac {1}{4}},{\frac {1}{3}},{\frac {2}{5}},{\frac {1}{2}},{\frac {3}{5}},{\frac {2}{3}},{\frac {3}{4}},{\frac {4}{5}},{\frac {1}{1}}\right)}.

## Własności
- Twierdzenie Cauchy’ego-Fareya[3].
- Dla {\displaystyle N\geqslant 1} nie ma dwóch kolejnych ułamków o tym samym mianowniku[4].
- Jeśli {\displaystyle {\frac {h_{1}}{k_{1}}},{\frac {h_{2}}{k_{2}}},{\frac {h_{3}}{k_{3}}}} są kolejnymi ułamkami ciągu ułamków Fareya {\displaystyle {\mathcal {F}}_{n},} to {\displaystyle {\frac {h_{2}}{k_{2}}}={\frac {h_{1}+h_{3}}{k_{1}+k_{3}}}}[5].
- Jeśli {\displaystyle {\frac {h_{1}}{k_{1}}},{\frac {h_{2}}{k_{2}}}} są kolejnymi ułamkami ciągu ułamków Fareya {\displaystyle {\mathcal {F}}_{n},} to {\displaystyle k_{1}+k_{2}\geqslant n+1}[6].

## Przykład zastosowania
Znaleźć liczby {\displaystyle m<{\sqrt {\frac {1}{2}}}<d} najbliższe {\displaystyle {\sqrt {\frac {1}{2}}},} których mianowniki są mniejsze od 50.
Mamy:
{\displaystyle {\frac {0}{1}}<{\sqrt {\frac {1}{2}}}<{\frac {1}{1}},}
czyli
{\displaystyle {\frac {0}{1}}\leqslant m<{\sqrt {\frac {1}{2}}}<d\leqslant {\frac {1}{1}},}
zachodzi nierówność:
{\displaystyle {\frac {0+1}{1+1}}\leqslant m<{\sqrt {\frac {1}{2}}},}
więc:
{\displaystyle {\frac {1}{2}}\leqslant m<{\sqrt {\frac {1}{2}}}<d\leqslant {\frac {1}{1}}.}
Zauważamy, że skrajne wartości są najlepszymi oszacowaniami spośród liczb o mianowniku nie większym niż 2.
Stwierdzamy, że {\displaystyle {\frac {1+1}{2+1}}={\frac {2}{3}}<{\sqrt {\frac {1}{2}}},}
czyli:
{\displaystyle {\frac {1}{2}}<{\frac {2}{3}}\leqslant m<{\sqrt {\frac {1}{2}}}<d\leqslant {\frac {1}{1}},}
a zatem:
{\displaystyle {\frac {2}{3}}\leqslant m<{\sqrt {\frac {1}{2}}}<d\leqslant {\frac {1}{1}}.}
W kolejnych krokach dostajemy:
{\displaystyle {\frac {2}{3}}\leqslant m<{\sqrt {\frac {1}{2}}}<d\leqslant {\frac {3}{4}}}
{\displaystyle {\frac {2}{3}}\leqslant m<{\sqrt {\frac {1}{2}}}<d\leqslant {\frac {5}{7}}}
{\displaystyle {\frac {7}{10}}\leqslant m<{\sqrt {\frac {1}{2}}}<d\leqslant {\frac {5}{7}}}
{\displaystyle {\frac {12}{17}}\leqslant m<{\sqrt {\frac {1}{2}}}<d\leqslant {\frac {5}{7}}}
{\displaystyle {\frac {12}{17}}\leqslant m<{\sqrt {\frac {1}{2}}}<d\leqslant {\frac {17}{24}}}
{\displaystyle {\frac {12}{17}}\leqslant m<{\sqrt {\frac {1}{2}}}<d\leqslant {\frac {29}{41}}}
Liczby {\displaystyle {\frac {12}{17}}} oraz {\displaystyle {\frac {29}{41}}} są kolejnymi liczbami w pięćdziesiątym ciągu Fareya, więc nie ma pomiędzy nimi liczby o mianowniku mniejszym niż 58, czyli są to poszukiwane liczby.